# 1505 в Україні

## Особи

### Призначено, звільнено
- князь Дубровицький Юрій Іванович Гольшанський

### Народились
- 4 лютого Миколай Рей (1505—1569) — польський письменник і поет-мораліст, релігійний полеміст епохи Відродження (належав до кальвіністського табору), політик, музикант.
- Роксолана (1505—1558) — спершу наложниця, а потім — дружина Сулеймана І Пишного, султана Османської імперії. Мати султана Селіма II. Справжнє ім'я та місце народження невідомі.

### Померли
- Семен Юрійович Гольшанський (1445—1505) — князь Степанський та Дубровицький, державний діяч Великого князівства Литовського.
- Дмитро Путятич (? — 1505) — з роду князів Друцьких, князь, 4-й воєвода Київський (1492—1505). Один з перших організаторів козацьких загонів у землях Великого князівства Литовського.

## Засновані, зведені
- Немилів
- Новолабунь
- Тиврів